# Polyalthia chloroxantha
Polyalthia chloroxantha är en kirimojaväxtart som först beskrevs av Friedrich Anton Wilhelm Miquel, och fick sitt nu gällande namn av Friedrich Ludwig Diels. Polyalthia chloroxantha ingår i släktet Polyalthia och familjen kirimojaväxter. Inga underarter finns listade i Catalogue of Life.